# Премия Энрико Ферми
Премия Энрико Ферми (англ. The Enrico Fermi Award) присуждается президентом США на основе представления Министерства энергетики (Department of Energy) выдающимся учёным за международно-признанные научные и технические достижения в области исследования, использования и производства энергии. Это одна из самых старых премий, присуждаемых американским правительством в области науки и техники. Лауреату вручается золотая медаль с портретом Энрико Ферми, диплом, подписанный Президентом США и министром энергетики, и чек на 375,000 долларов (2005).